# 边疆 (人物)
边疆（1917年—1994年），河北顺平人，中华人民共和国政治人物、中国人民解放军少将。
边疆早年参加抗日战争，担任晋察冀军区军政学校区队长，晋察冀军区第四军分区教导队指导员、八区队政治处主任、军分区政治部组织科科长、政治部副主任，参加百团大战。第二次国共内战期间，担任晋察冀军区第三旅政治部副主任，四纵第十旅政治部主任、副政治委员、政治委员，中国人民解放军第64军190师政委。中华人民共和国成立后，担任中国人民解放军海军政治部组织部部长兼干部部部长，海军航空兵副政治委员。1960年，任第三机械工业部船舶工业总局局长，次年授获少将军衔，授二级独立自由勋章，一级解放勋章。第六机械工业部副部长，第六机械工业部革委会副主任、部长。1979年，调农垦部副部长。